# بروس بریلی
بروس برلی (به انگلیسی: Bruce Braley) نمایندهٔ حوزه انتخابیه اول آیووا از حزب دموکرات ایالات متحده آمریکا در مجلس نمایندگان ایالات متحده آمریکا بود که برای نخستین‌بار در ۵ ژانویه ۲۰۰۷ میلادی به‌عضویت این مجلس درآمد.